# Gazte Abertzaleak
Gazte Abertzaleak (GA) (literalment joves patriotes) constitueixen les joventuts del partit polític Eusko Alkartasuna (EA). Tenen presència a la CA del País Basc i Navarra i Iparralde. Així mateix, està oberta la possibilitat de col·laborar amb la joventut de la diàspora basca. En l'actualitat la componen uns 1.000 militants.
Creada en 1988, pretén aconseguir la independència dels territoris que formarien Euskal Herria, amb la idea de constituir una república basca en el si de la Unió Europea i estendre la solidaritat entre la joventut. Es defineixen com a compromesos amb l'antimilitarisme, el pacifisme, l'ecologisme, la justícia social, la denúncia de la violació dels drets humans i el desenvolupament sostenible.
Comparteix amb Eusko Alkartasuna el seu ideari, encara que amb postures pròpies, atesa l'autonomia organitzativa que posseeix l'organització. Té un representant ean tota executiva local d'EA, en les regionals i el seu secretari general és membre de ple dret de l'Executiva Nacional del partit. S'ha mostrat històricament contrària a les coalicions amb el PNB i avui dia manté converses amb gairebé totes les organitzacions juvenils d'Euskal Herria. Així, forma part del Consell de la Joventut d'Euskalherria (EHGk) i del Consell de la Joventut d'Euskadi (EGK). Actualment n'exerceix la secretaria general Ibon Garcia.
El 1999, al costat d'altres joventuts de partits d'esquerra a Europa integrats en l'Aliança Lliure Europea, van formar la seva joventuts (EFAy), el primer president de la qual va ser el membre de Gazte Mikel Irujo. Gazte Abertzaleak ha exercit la presidència d'EFAy en altres dues ocasions (2005-2007, i 2010-2011). Entre els seus membres hi ha les joventuts d'ERC, el SNP escocès i organitzacions nacionalistes flamenques o gal·leses, entre d'altres. Existeixen altres associacions relacionades amb Gazte Abertzaleak com: 
- Bizigay, treballa a favor dels drets d'homosexuals, lesbianes i transsexuals.
- Elkarlanean, sindicat estudiantil.

## Secretaris generals
- 1988 - 1990 → Sabin Arana
- 1990 - 1992 → Fernando Velasco
- 1992 - 1994 → Yon Goikoetxea
- 1994 - 1996 → Jon Ander Arrieta
- 1996 - 1998 → Pello Urizar Karetxe
- 1998 - 2002 → Martín Arámburu
- 2002 - 2004 → Andoni Iturzaeta
- 2004 - 2007 → Ibon Usandizaga
- 2007 - 2008 → Harkaitz Millan
- 2008 - 2009 → Alain Zamorano
- 2009 - 2012 → Maider Carrere
- 2012 - 2014 → Haritz Pérez
- 2014 - 2016 → Ibon Garcia
- 2016 - 2019 → Asier Gomez
- 2019 - Avui → Andoni Iriondo

## Exmembres de GA
- Martin Aranburu
- Elisa Sainz de Murieta
- Mikel Irujo
- Onintza Lasa
- Alex Alba
- Nekane Alzelai
- Maiorga Ramirez
- Leire Ereño
- Maider Carrere